# Ngựa M'Par
Ngựa M'Par, còn được gọi với cái tên khác là Ngựa Mpar là một giống ngựa có kích thước nhỏ có nguồn gốc từ vùng Cayor ở Sénégal, một quốc gia thuộc khu vực Tây Phi.:253 Có thể vì lý do đó mà người Pháp gọi giống ngựa này với cái tên Cheval de Cayor. Ngựa M'Par là giống ngựa có kích thước nhỏ nhất trong bốn giống ngựa của Sénégal,:263 những giống ngựa khác là Ngựa M'Bayar, Ngựa Fleuve và Ngựa Foutanké.:23

## Lịch sử
Nguồn gốc của các giống ngựa ở Sénégal không được ghi lại.:261Theo một số tác giả, bao gồm Georges Doutressoulle, M'Par có thể là một giống ngựa tự trị có nguồn gốc cổ xưa trong khu vực;:4 còn đối với các loài khác, theo René Larrat xem những giống ngựa của Sénégal là hậu duệ của ngựa Barb từ các quốc gia Maghreb ở phía bắc.:261
Năm 1996, Sénégal có số lượng ngựa khoảng 400.000 con, lớn nhất trong số các quốc gia Tây Phi.:36 Đây là mức tăng đáng kể so với con số 216.000 được báo cáo năm 1978,:10và tăng nhiều hơn từ số lượng ngựa sau Chiến tranh thế giới thứ hai với con số ước tính chỉ khoảng 30.000.:260 Số lượng chính xác số ngựa M'Par không được báo cáo. Vào năm 2007, FAO không có dữ liệu để ước tính tình trạng bảo tồn của giống M'Par.:101
M'Par đang dần bị đồng hóa, trở thành một bộ phận của quần thể ngựa M'Bayar vốn lớn hơn nhiều và có nguy cơ bị tuyệt chủng.:37